# Yaqeen Hammad
Yaqeen Hammad (2013 – 23 mai 2025) est une influenceuse palestinienne connue pour son engagement humanitaire et médiatique pendant la guerre de Gaza de 2023. Tuée à l'âge de 11 ans par une frappe aérienne israélienne sur la maison de sa famille à Deir el-Balah, elle est décrite par le média AJ+ comme « la plus jeune bénévole et influenceuse de Gaza ».  

## Biographie

### Origines
Née en 2013, Yaqeen est la benjamine d'une fratrie de cinq enfants. Elle est notamment la sœur de l'activiste Mohamed Hammad, surnommé « le conseiller ». Elle grandit à Deir el-Balah, une ville soumise à des bombardements répétés depuis octobre 2023.

### Travail humanitaire
Pendant la guerre de Gaza de 2023, Yaqeen et son frère aîné Mohamed distribuent de la nourriture, des jouets et des vêtements aux familles déplacées. Elle joue un rôle actif dans le collectif Ouena, une organisation humanitaire locale. Partout où elle passe, Yaqeen cherche à réconforter et faire sourire les enfants. Hani Abu Rezeq, journaliste et collègue de Yaqeen dans le collectif, décrit son engagement comme « vraiment magnifique... Elle avait un esprit d'initiative et était toujours la première à faire le bien. Elle aimait aider les autres et apporter de la joie aux enfants dans les camps de déplacés. Elle avait une touche particulière, diffusant l'espoir et l'optimisme malgré les circonstances difficiles ».

#### Vidéos sur les réseaux sociaux
« Ses vidéos sur les réseaux sociaux ont suscité une grande réaction car elles étaient sincères et émouvantes. Elles transmettaient la réalité des enfants palestiniens à Gaza, qui souffrent de toutes sortes de violations israéliennes dans ce génocide que nous subissons depuis près de deux ans », décrit Hani Abu Rezeq.
Le 29 avril 2025, Yaqeen donne à ses abonnés des astuces pour cuisiner avec des moyens improvisés en l'absence de gaz : « Ils ont coupé le gaz ? Nous avons fabriqué du gaz. Nous avons mis du bois ici et un poêle pour laisser entrer l'air et faire brûler le feu. Nous cuisinons tout dessus. Gaza : non à l'impossible ».
Le 15 mai, dans une publication sur Instagram, elle dit à ses 103 000 abonnés : « Malgré la guerre et le génocide, nous sommes venus aujourd’hui pour rendre les enfants heureux. » Elle écrit sous la vidéo : « Y a-t-il quelque chose de plus beau que le sourire des enfants de Gaza ? »
Dans l'une de ses dernières publications, elle écrit : « Aujourd'hui est un jour de joie pour les orphelins de Gaza – nous leur offrons de nouveaux vêtements pour leur apporter un peu de bonheur. »
Dans plusieurs vidéos, Yaqeen promeut la Dar Aisha Al-Khaliliyah, le projet d'école coranique pour filles du collectif Ouena,.  

### Décès
Le 23 mai 2025, dans l'après-midi, Yaqeen Hammad est tuée par une frappe aérienne israélienne sur la maison de sa famille, qui donne sur la rue Al-Haya, dans le quartier Al-Baraka, au sud-ouest de Deir el-Balah. Son corps, déchiqueté par le bombardement, est retrouvé sous les décombres.

## Hommages
Le 23 mai 2025, le photojournaliste palestinien Amr Tabash partage une compilation des vidéos de Yaqeen Hammad sur Instagram, accompagnée du message suivant : « Yaqeen a été martyrisée, mais la certitude demeure dans nos cœurs que les enfants de Gaza sont le cœur battant de l'humanité et un reflet du silence mondial ». Mohamad al-Kadri, un bénévole de l'organisation Muslim Doctors for Humanity, déclare : « C'était une enfant qui portait dans son cœur l'amour du bien, un esprit d'initiative, et consacrait sa jeune énergie à semer l'espoir dans le cœur de ceux qui l'entouraient ».
Le 28 mai 2025, elle fait la une du Guardian. 